# Còlit de Finsch
El còlit de Finsch (Oenanthe finschii) és una espècie d'ocell de la família dels muscicàpids (Muscicapidae) que habita zones àrides rocoses i terres de conreu de Turquia, Caucas, nord de l'Iran, Turkmenistan, sud de l'Uzbekistan, nord de l'Afganistan i oest de Tadjikistan. El seu estat de conservació és de risc mínim.
El nom específic de Finsch fa referència a Otto Finsch, administrador colonial alemany i ornitòleg.